# L'aereo gigante
L'aereo gigante (Hare Lift) è un film del 1952 diretto da Friz Freleng. È un cortometraggio animato della serie Looney Tunes, prodotto dalla Warner Bros. e uscito negli Stati Uniti il 20 dicembre 1952. Ha come protagonisti Bugs Bunny e Yosemite Sam. In Italia, dal 1996, il corto è noto come Il coniglio volante.